# Josep Marimon i Vidal
Josep Marimon i Vidal (Esparreguera, Baix Llobregat, 1879 - Barcelona, 1942) fou un fotògraf català.

## Biografia
Els seus orígens familiars són una incògnita. Segurament de família benestant, només tingué una germana, Matilde. Malgrat que es casà, no va tenir fills i morí, a l'edat de 63, anys sense descendència, deixant com llegat el seu magnífic fons fotogràfic als nets de la seva germana, Josep i Joan Rodón i Marimon. D'Esparreguera es traslladà a Barcelona, al carrer Floridablanca, on va residir fins a la seva mort. Malgrat aquest canvi de residència no va perdre mai el contacte amb la comarca de l'Anoia, on va estiuejar en un mas de la població de Jorba. Fruit d'aquest fet, són un gran nombre de fotografies dels anys 20 i 30 d'aquesta localitat. A Barcelona desenvolupà la seva activitat professional com a representant comercial d'uns grans magatzems de la ciutat.
Ingressà a l'Agrupació Fotogràfica de Catalunya el 8 de maig de 1928 de la mà de Joan Xicart i Salvador Lluch tots dos fundadors de l'AFC. A partir d'aquest moment començà a produir un important conjunt fotogràfic i s'aficionà als treballs de laboratori, utilitzant filtres i el flou, i presentà la seva obra a múltiples concursos, rebent molts premis i distincions dins de les categories de procediments pigmentaris.

## Fons personal
El seu fons personal es conserva a l'Arxiu Nacional de Catalunya. El fons està constituït per les fotografies realitzades, com aficionat, per Josep Marimon. Les seves imatges tenen un doble valor, per una banda són un document molt valuós de diversos àmbits del patrimoni cultural català, que Josep Marimon plasmà entre les dècades dels anys 20 i trenta; destaquen les fotografies del monestir de Sant Joan de les Abadesses o dels conjunts monumentals de Poblet, Santes Creus o Sant Cugat del Vallès, entre d'altres. També destaquen els reportatges realitzats amb motiu de l'Exposició Internacional de Barcelona de 1929. A més, com tot fotògraf, Josep Marimon no deixà passar l'oportunitat de retratar el seu entorn més proper, com per exemple la muntanya de Montjuïc o el primer partit de futbol a l'estadi de la mateixa muntanya el 1921; així com les feines del camp a Jorba, o els retrats de familiars i amics.
D'altra banda, Josep Marimon assolí un gran domini dins dels procediments fotogràfics de caràcter pigmentari. En aquest sentit, es presentà i guanyà diversos premis, en categories pigmentàries, a diversos concursos i exposicions celebrades en aquesta època.